# Barroso (encouraçado)
O Barroso foi uma canhoneira blindada construída para a Marinha do Brasil durante a Guerra do Paraguai em meados da década de 1860. Barroso bombardeou fortificações paraguaias em 1866 e 1867 várias vezes antes de participar na Passagem de Humaitá em fevereiro de 1868. Posteriormente, o navio forneceu apoio de fogo para o exército pelo resto da guerra. Após o fim do conflito, foi designado para a Flotilha do Mato Grosso. Barroso foi desativado em 1882, mas não foi demolido até 1937.

## Design e descrição
O primeiro navio da Marinha do Brasil a ostentar o nome Barroso, homenageia o Almirante Francisco Manoel Barroso da Silva, Barão do Amazonas, herói da Batalha Naval do Riachuelo durante a Guerra do Paraguai. O encouraçado Barroso foi projetado para atender à necessidade da Marinha do Brasil de possuir uma canhoneira blindada pequena, simples e de calado raso, capaz de suportar fogo pesado. O navio é mais bem caracterizado como um projeto de bateria central pois a casamata não se estendia pelo comprimento do navio. Um rostro de bronze com 1,8 metros de comprimento foi instalado. O casco foi revestido com metal Muntz para reduzir a bioincrustação. Para viagens marítimas, a borda livre do navio podia ser aumentada para 1,7 metros pelo uso de baluartes removíveis com 1,1 metros de altura. Nas operações ribeirinhas, os baluartes e os mastros do navio eram geralmente removidos.
O navio media 61,44 metros de comprimento, com uma boca de 10,97 metros e tinha um calado médio de 2,74 metros. O Barosso deslocava normalmente 980 toneladas e 1354 toneladas em carga profunda. A sua tripulação era composta por 149 oficiais e homens.

### Propulsão
O Barroso tinha uma única máquina a vapor John Penn & Sons de 2 cilindros que accionava uma única hélice de duas pás. O seu motor era movido por duas caldeiras tubulares. O motor produzia um total de 420 ihp (310 kW) que deu ao navio uma velocidade máxima de 9 nós. O funil do navio foi montado diretamente na frente da sua casamata. O Barroso era capaz de carregar carvão suficiente para seis dias.

### Armamento
O encouraçado tinha montado na sua casamata um canhão Whitworther de 120 libras, dois canhões Whitworth de 70 libras, dois canhões de 68 libras e dois de 12 libras. Para minimizar a possibilidade de projécteis entrarem na casamata pelas portas dos canhões, elas eram as menores possíveis, permitindo apenas um arco de fogo de 24 ° para cada arma. A casamata rectangular de 9,8 metros tinha duas portas para canhões em cada lado, bem como na frente e atrás.
O projéctil de 180 mm do canhão de 120 libras pesava 68,5 kg enquanto o próprio canhão pesava 16 660 kg. O canhão de 70 libras pesava 3892 kg e disparava um projéctil de 140 mm que pesava 36,7 kg. O projéctil sólido da arma de 68 libras era de 200 mm e pesava 30,8 kg enquanto a própria arma pesava 4826 kg. A arma tinha um alcance de 2900 metros a uma elevação de 12 graus. O tipo exato de canhão de 12 libras não é conhecido. Todas as armas podiam disparar munições sólidas e projécteis explosivos.

### Armadura
O casco do Barroso foi feito de três camadas de madeira, cada uma com 203 milímetros de espessura. O navio tinha um cinturão de linha de água de ferro forjado, com uma altura de 1,52 metros; tinha uma espessura máxima de 102 milímetros cobrindo as máquinas e os depósitos, e 51 milímetros em outras zonas. O convés curvo, assim como o tecto da casamata, era blindado com 12,7 milímetros de ferro forjado. A casamata foi protegida por 102 milímetros de armadura em todos os quatro lados, apoiados por 609 milímetros de madeira coberta com um 102 milímetros de madeira de peroba-comum.

## Serviço

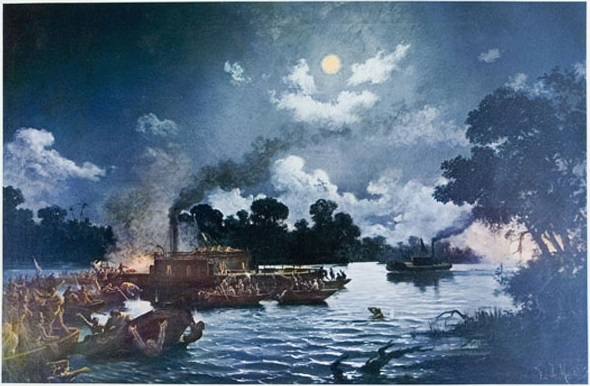
Paraguaios tentam embarcar no encouraçado Barroso e no monitor Rio Grande durante a Guerra do Paraguai.

O batimento de quilha do Barroso deu-se no Arsenal de Marinha da Corte, no Rio de Janeiro, a 21 de fevereiro de 1865. O navio foi lançado em 4 de novembro de 1865 e concluído em 11 de janeiro de 1866. De 26 a 28 de março de 1866, ele bombardeou as fortificações paraguaias em Curupaiti, onde foi atingido por fogo inimigo 20 vezes, mas sem sofrer danos significativos. O navio bombardeou o Forte do Curuzu, a jusante do Curupaiti, no dia 1 de setembro em conjunto com os couraçados Rio de Janeiro, Brasil, Lima Barros, Tamandaré e o monitor Bahia. Os navios bombardearam Curupaiti novamente no dia 4 de setembro e Barroso foi atingido mais quatro vezes. No dia 22 de setembro, o exército aliado tentou invadir as fortificações em Curupaiti, apoiado pelo fogo dos couraçados brasileiros, mas foi repelido com pesadas baixas. Entre 24 e 29 de dezembro Barroso, Tamandaré, Brasil, e outras 11 canhoneiras bombardearam novamente o Forte Curuzu.
Os brasileiros romperam as defesas do rio em Curupaiti durante o dia de 15 de agosto de 1867 com Barroso, Tamanadaré e outros oito couraçados. Os navios foram atingidos 256 vezes, mas não ficaram seriamente danificados, e sofreram apenas 10 mortos e 22 feridos. Eles repetiram a operação novamente no dia 9 de setembro. Em 19 de fevereiro de 1868, seis couraçados brasileiros, incluindo Barroso, passaram por Humaitá à noite. Três monitores de rio da classe Pará, Rio Grande, Alagoas e Pará, foram amarrados aos encouraçados maiores caso algum motor ficasse inoperacional pelos canhões paraguaios. O encouraçado Barroso liderou juntamente com Rio Grande, seguido por Bahia com Alagoas e Tamandaré com Pará. O Barroso continuou rio acima com os outros navios não danificados e eles bombardearam Assunção no dia 24 de fevereiro. Em 23 de março, Rio Grande e Barroso afundaram o navio Igurey e os dois navios foram abordados por soldados paraguaios na noite de 9 de julho, contudo conseguiram repelir os inimigos; apesar de os inimigos terem conseguido embarcar no Rio Grande, onde mataram o capitão do navio e alguns tripulantes. Os restantes trancaram as escotilhas do monitor e o encouraçado Barroso conseguiu matar ou capturar quase todos os paraguaios no convés.
Após a guerra, segundo fonte da marinha brasileira, o encouraçado foi retirado de serviço no dia 4 de outubro de 1881 e no ano seguinte, em 1882, foi ordenado o seu desarmamento e entrega no Arsenal de Ladário para ser demolido. Contudo, Gratz afirma que a demolição do navio poderá ter ocorrido apenas em 1937. Isto poderá acontecer pelo facto de que, em 1937, foi levada a cabo uma cerimónia de honra e homenagem ao Barroso, na qual uma parte do encouraçado foi enviada para o Museu Histórico, momento que encerrou a história deste navio.